# Messuby gamla kyrka

Messuby gamla kyrka (finska: Messukylän vanha kirkko) är en medeltida gråstenskyrka i stadsdelen Messukylä i Tammerfors. Kyrkan är den äldsta byggnaden i staden. Till vardags har den tidigare kallats Michel och på finska Mikko efter sin skyddshelgon Sankt Mikael.

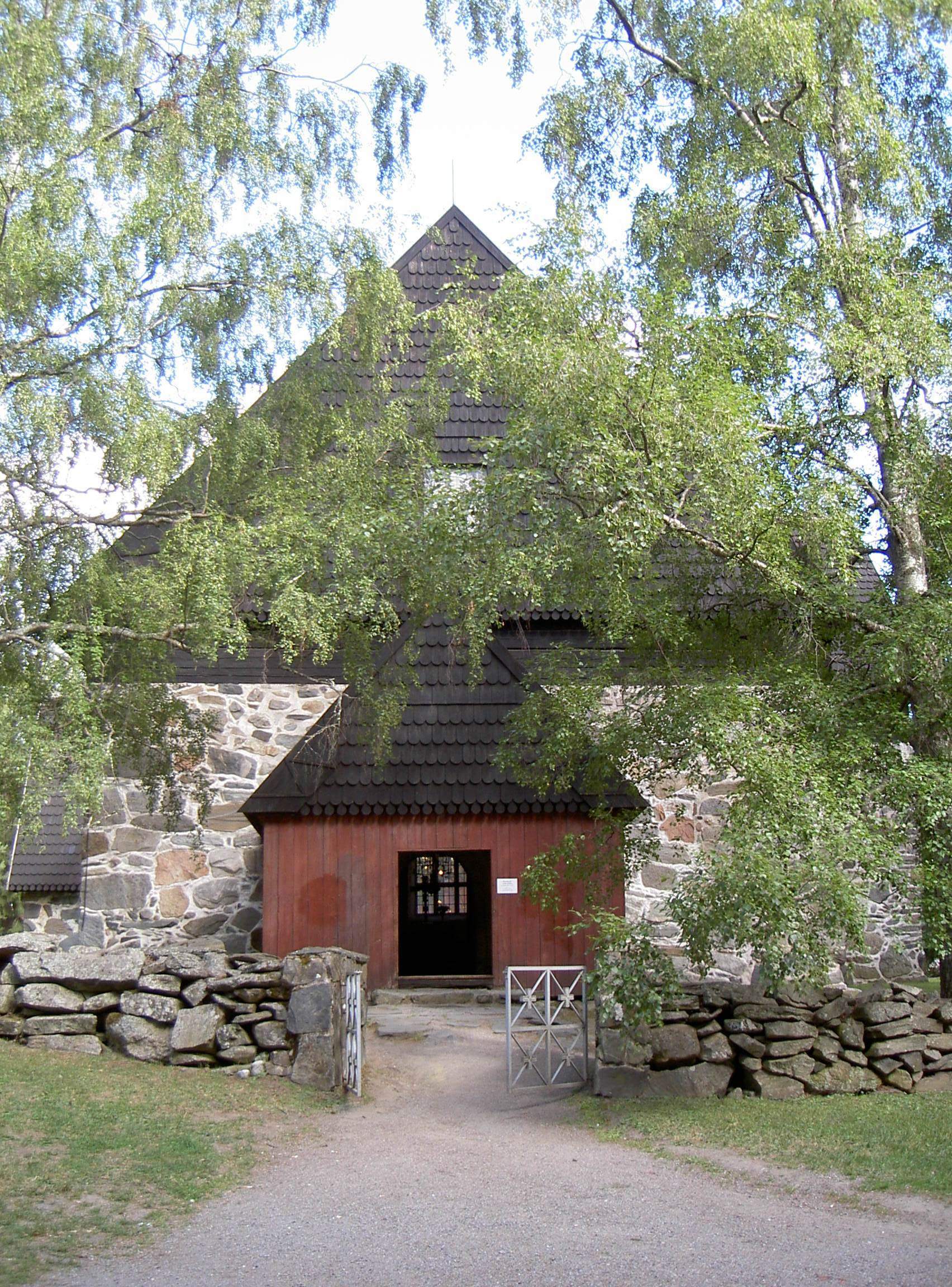
Messuby gamla kyrkas huvudingång.

Messuby avskildes från Birkala kyrksocken i början av 1400-talet. I källorna nämns Messuby som ort 1439, som förvaltningssocken 1466 och som kapellförsamling 1540. På samma plats som stenkyrkan tycks det på 1400-talet ha funnits en träkyrka. Ett sparat korskrank tyder på att den kyrkan byggts 1434. Det är okänt när den nuvarande stenkyrkan byggdes, men enligt den nyaste forskningen anses det ha varit mellan 1510 och 1530. Tidigare antog man att sakristian hade byggts till den tidigare träkyrkan. Men senare  forskning tyder på att så inte är fallet. I kyrkan finns ett triumfkrucifix från 1430- eller 1440-talet och från samma tid tre helgonbilder, som anses föreställa Sankt Olof, Sankt Jakob och ärkeängeln Mikael. Förutom dessa tre har det tidigare funnits även en staty av Jungfru Maria som nu finns i Nationalmuseet.
På 1600-talet renoverades kyrkan och väggarna dekormålades. Målningarna täcktes senare med kalk och endast fragment är i dag synliga. Predikstolen är försedd intarsiaarbeten. Den donerades av landshövding E. J. Creutz. Enligt medeltida bruk finns det gravar under kyrkan. Sista begravningen ägde rum 1793, medan kyrkogården användes fram till 1860.
Kyrkan fick sin nuvarande form 1796–1797. Då höjdes väggarna och det tidigare raka innertaket ändrades till ett tunnvalv. Vapenhuset införlivades med kyrkorummet och bredvid kyrkan byggdes en klockstapel. Kyrkklockorna  finns numera i kyrkans nya vapenhus. 
År 1879 uppfördes en ny tegelkyrka i närheten och den gamla kyrkan övergavs. Klockstapeln hade tidigare rivits för att få material till tegelkyrkan. Messuby gamla kyrka användes länge som stall och spannmålslager tills den renoverades på 1950-talet. Då avlägsnades även kalklagret från väggarna och man fick fram resterna av de gamla målningarna. Kyrkan är numera öppen om somrarna.